# Beica de Jos
Beica de Jos (węg. Alsóbölkény) – wieś w Rumunii, w okręgu Marusza, w gminie Beica de Jos. W 2011 roku liczyła 951 mieszkańców.